# Крайня Мартинка
Крайня Мартинка — село в Україні, в Іршавській міській громаді Хустського району Закарпатської області.
Церква св. Петра і Павла. 1838.
Уперше церкву згадано в 1692 р. У документах 1733 р. в селі згадують дерев'яну церкву св. Миколи з трьома дзвонами, вкриту соломою. В селі розповідають, що дерев'яна церква стояла в місцевості, що зветься «Цинтарь на Гальчовиці».
Крайня Мартинка і сусідні села Смологовиця та Підгірне розташовані досить далеко в горах. Можливо, тому тут збереглися традиційні верховинські дерев'яні дзвіниці, хоч церкви в цих селах вже давно кам'яні.
На церкві напис такого змісту: «Церква Петра і Павла збудована 1838 р. (можливо, це початок будівництва, бо є й інша дата — 1872 p.), відремонтована 1902 p., реставрована 1988 р. в честь тисячоліття хрещення Русі».
Новий іконостас встановлено в 1908 р. за гроші, зібрані земляками в Америці. Розказують, що землю для цієї церкви дали Глеби. Турня довго була вкрита шинґлами і лише в 1980-х роках майстер Малета з Великих Ком'ят вкрив її бляхою.
Написи на дзвонах свідчать, що великий дзвін відлив Ф. Еґрі в 1921 р. (можливо, тоді збудували дзвіницю), а малий — давній, з 1770-х років. Біля церкви стоїть литий металевий хрест з 1888 р.
водоспад Гучало.
Висота падіння води — 5-6 метрів, з невеликими перепадами. Складається з одного великого каскаду та двох менших, один з яких значно повноводніший від інших.

## Населення
Згідно з переписом УРСР 1989 року чисельність наявного населення села становила 601 особа, з яких 279 чоловіків та 322 жінки.
За переписом населення України 2001 року в селі мешкали 582 особи.

### Мова
Розподіл населення за рідною мовою за даними перепису 2001 року:
| Мова       | Відсоток |
| ---------- | -------- |
| українська | 99,48 %  |
| російська  | 0,34 %   |
| польська   | 0,17 %   |

## Туристичні місця
- храм св. Петра і Павла. 1838.
- водоспад Гучало. Висота падіння води — 5-6 метрів, з невеликими перепадами. Складається з одного великого каскаду та двох менших, один з яких значно повноводніший від інших.